# Zámořský departement
Zámořský departement (francouzsky département d’outre-mer, zkratka DOM) bylo podle první podoby francouzské Ústavy páté republiky pojmenování pro ty departementy, které neležely v metropolitní Francii a byly součástí tzv. zámořské Francie. Měly totožný politický status jako evropské departementy a byly nedílnou součástí Francie i Evropských společenství (později Evropské unie). V roce 1982 byly v rámci decentralizace státní správy zřízeny regiony. Každému zámořskému departementu byl zároveň přiznán i statut regionu (v roce 2011 je doplnil ostrov Mayotte) a označení zámořský departement a region (département et région d'outre-mer, DROM).
Ke dni 1. 1. 2013 existovalo 5 zámořských departementů:
- Francouzská Guyana
- Guadeloupe
- Martinik
- Mayotte
- Réunion

## Galerie
| Mayotte Réunion Réunion a Mayotte | Martinik Guadeloupe Guyana Guadeloupe, Martinik a Guyana |